# Thyridosmylus triypsiloneurus
Thyridosmylus triypsiloneurus är en insektsart som beskrevs av C.-k. Yang et al. 1995. Thyridosmylus triypsiloneurus ingår i släktet Thyridosmylus och familjen vattenrovsländor. Inga underarter finns listade i Catalogue of Life.